# Arquidiócesis de Cracovia
La arquidiócesis de Cracovia (en latín: Archidioecesis Cracoviensis y en polaco: Archidiecezja krakowska) es una circunscripción eclesiástica de la Iglesia católica en Polonia. Se trata de una arquidiócesis latina, sede metropolitana de la provincia eclesiástica de Cracovia. Desde el 8 de diciembre de 2016 su arzobispo es Marek Jędraszewski.

## Territorio y organización

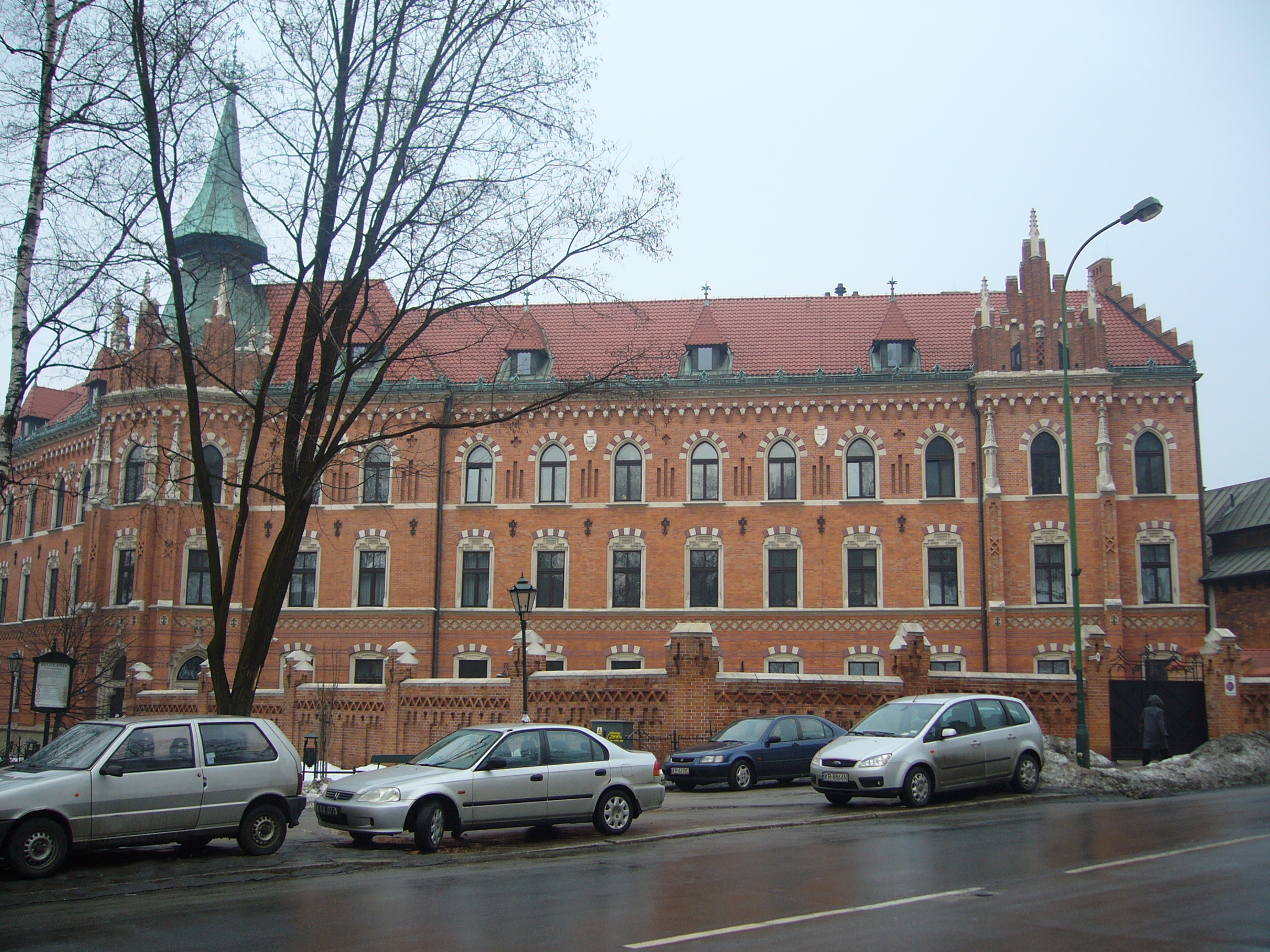
Seminario archiepiscopal, en Cracovia

La arquidiócesis tiene 5730 km² y extiende su jurisdicción sobre los fieles católicos de rito latino residentes en la ciudad de Cracovia, parte de Jaworzno, los distritos de Cracovia (en parte), de Limanowa (en parte), de [.[Nowy Targ]] (en parte), de Oświęcim (la mayor parte), de Wadowice (la mayor parte), de Bochnia (una pequeña parte), de Myślenice, de Sucha, de los Montes Tatras, de Wieliczka, de Chrzanów y de Olkusz (una pequeña parte).

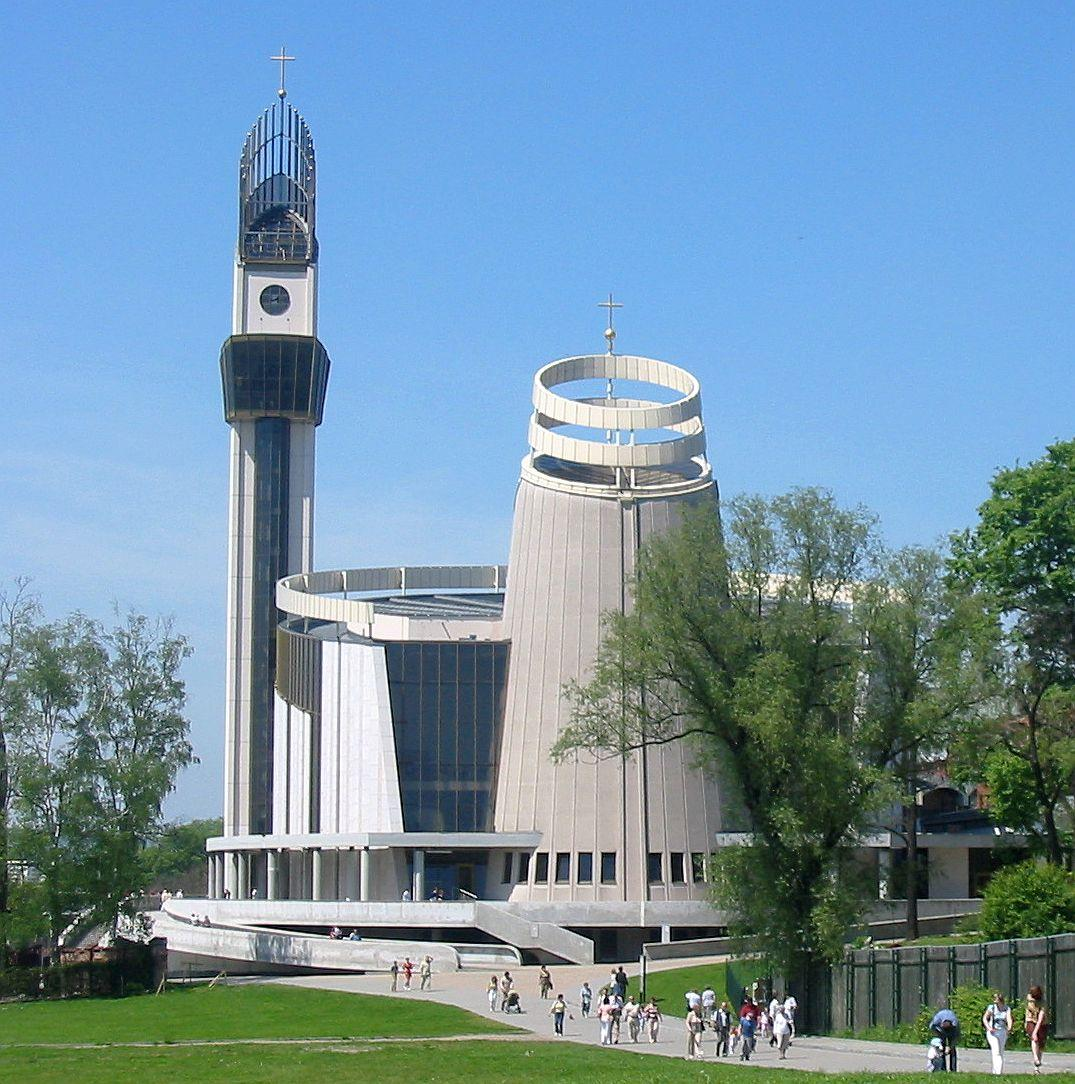
Santuario de la Divina Misericordia, en Cracovia

La sede de la arquidiócesis se encuentra en la ciudad de Cracovia, en donde se halla la Catedral basílica de San Wenceslao y San Estanislao (conocida como Catedral de Wawel) y el Santuario de la Divina Misericordia. En el territorio se hallan otras 16 basílicas menores, de las cuales 12 están en Cracovia.
En 2023 en la arquidiócesis existían 448 parroquias agrupadas en 45 decanatos: Kraków Centrum, Kraków Kazimierz, Kraków Salwator, Kraków Bronowice, Kraków Krowodrza, Kraków Prądnik, Kraków Podgórze, Kraków Prokocim, Kraków Borek Fałęcki, Kraków Mogiła, Kraków Bieńczyce, Babice, Białka Tatrzańska, Biały Dunajec, Bolechowice, Chrzanów, Czarny Dunajec, Czernichów, Dobczyce, Jabłonka, Jordanów, Kalwaria, Krzeszowice, Libiąż, Maków Podhalański, Mogilany, Mszana Dolna, Myślenice, Niedzica, Niegowić, Niepołomice, Nowy Targ, Pcim, Rabka, Skawina, Sucha Beskidzka, Sułkowice, Trzebinia, Wadowice Północ, Wadowice Południe, Wawrzeńczyce, Wieliczka Wschód, Wieliczka Zachód, Zakopane y Zator.
La arquidiócesis tiene como sufragáneas a las diócesis de: Bielsko-Żywiec, Kielce y Tarnów.

## Historia
Los orígenes de la diócesis de Cracovia se remontan al siglo IX, ligados a la misión enviada por san Metodio a un príncipe del Vístula; de este período son conocidos los obispos Wiching, Prohor y Prokulf, probablemente de lengua y liturgia griega, como más tarde también los obispos Lambert y Czesław.
La diócesis latina de Cracovia fue erigida en el siglo X, poco antes del año 1000, quizás por el rey Miecislao I en 984. La invasión bohemia de 1039 supuso la destrucción de los archivos eclesiásticos, consecuentemente el origen de la diócesis y los nombres de los primeros tres obispos siguen siendo inciertos o legendarios. El primer obispo conocido es Poppone, sufragáneo del arzobispo de Gniezno.
La importancia de la sede de Cracovia creció durante el siglo XI, en particular gracias a los acontecimientos que involucraron al rey Boleslao II de Polonia y al obispo Estanislao y que llevaron a la muerte de este último, que pronto fue venerado como mártir. En 1172 la potencia de los obispos era tal, que Gedko tuvo la fuerza y el carácter para hacer deponer y exiliar al rey Miecislao III el Viejo. Ciertamente, la importancia de Cracovia estuvo íntimamente ligada a la presencia en la ciudad de la casa real polaca; sin embargo, Gniezno siguió siendo la sede principal de Polonia y la única sede metropolitana de la nación.
La primera cronología de los obispos se compiló en 1266 y la segunda en 1347. Originalmente, la diócesis incluía las ciudades de Sandomierz y Lublin, y toda la Pequeña Polonia. El papa Martín V el 27 de octubre de 1427 tomó el distrito de Lublin de la jurisdicción de los obispos de Cracovia y lo atribuyó a la diócesis de Chełm (hoy arquidiócesis de Lublin), pero debido a la resistencia del obispo de Cracovia, el obispo de Chełm al final de una pelea, renunció a la ampliación. De 1443 a 1791 los obispos de Cracovia fueron también duques de Siewierz.
Gran prestigio dio a la ciudad y a la sede episcopal la fundación de la universidad, que se convirtió en una de las más prestigiosas e importantes de Europa, gracias también a la obra del humanista y cardenal Zbigniew Oleśnicki.
Los acontecimientos político-militares que llevaron a las tres particiones de Polonia también tuvieron consecuencias para la sede de Cracovia. Tras la primera partición (1772), la diócesis perdió el territorio al sur del río Vístula, con el que se erigió la diócesis de Tarnów. En 1790, grandes porciones del territorio, incluidas las regiones de Kielce y Lublin, se anexaron a la diócesis de Chełm. Con la tercera partición de Polonia (1795), todo el territorio diocesano pasó a formar parte del Imperio austríaco: esto determinó la recuperación de parte del antiguo territorio al sur del Vístula, por la supresión simultánea de la diócesis de Tarnów (1805). Tras el Congreso de Viena y la creación simultánea de la República de Cracovia, la diócesis se vio dividida una vez más y perdió de nuevo el territorio al sur del Vístula, sobre el que se erigió la diócesis de Tyniec (1821).
Los cambios políticos estuvieron en el origen no sólo de los cambios territoriales antes señalados, sino también de los cambios de provincia eclesiástica. Después de la tercera partición de Polonia, la sede metropolitana de Gniezno se ubicó en Prusia; por esta razón, los emperadores austríacos insistieron en que la sede de Cracovia no dependiera de un metropolitano "extranjero". Y así fue como el 19 de agosto de 1807, como resultado de la bula Quoniam carissimus del papa Pío VII, pasó a formar parte de la provincia eclesiástica de la arquidiócesis de Leópolis. En 1818, siguiendo las decisiones del Congreso de Viena, debido a la bula Ex imposita nobis, Cracovia cambió de nuevo de sede metropolitana y pasó a ser sufragánea de la arquidiócesis de Varsovia, que formaba parte del Reino del Congreso, un estado semiindependiente estrechamente vinculado al Imperio ruso.
En la segunda mitad del siglo XIX la diócesis experimentó un largo período de vacancia desde 1851 hasta 1879; en este período la sede estaba gobernada por dos vicarios apostólicos, uno para la parte austriaca de la diócesis, con sede en Cracovia (capital del Gran Ducado de Cracovia), y otro para la parte del Reino del Congreso, con sede en Kielce.
El 20 de enero de 1880, las fronteras con la cercana diócesis de Tarnów fueron revisadas y aclaradas y, al mismo tiempo, Cracovia quedó inmediatamente sujeta a la Santa Sede mediante el decreto Sanctae apostolicae sedis.
El 28 de diciembre de 1882 cedió la parte del territorio que estaba en el Zarato de Polonia para el restablecimiento de la diócesis de Kielce.
A principios del siglo XX, la diócesis contaba con 850 000 católicos, 4000 protestantes y 60 000 judíos con un total de 197 parroquias. El emperador de Austria tenía el privilegio de nombrar al príncipe-obispo, previa consulta a los obispos de Galitzia.
Cracovia fue elevada al rango de arquidiócesis metropolitana el 28 de octubre de 1925 con la bula Vixdum Poloniae unitas del papa Pío XI: al mismo tiempo, fueron asignadas como sufragáneas las diócesis de Tarnów, Kielce, Częstochowa y Katowice. La misma bula estableció la anexión a la arquidiócesis de las parroquias de la diócesis de Spiš que después de la Primera Guerra Mundial estaban situadas en territorio polaco.
Durante el siglo XX destacaron algunos arzobispos de Cracovia. El cardenal Puzyna contribuyó indirectamente a la elección del papa Pío X por el veto, del que era embajador, del gobierno austriaco contra el cardenal Mariano Rampolla del Tindaro. El gobierno del cardenal Sapieha fue el más largo en la historia de la sede de Cracovia, marcado por varios momentos difíciles para la ciudad, como la Primera Guerra Mundial, la ocupación de Hitler, la Segunda Guerra Mundial, los primeros años del régimen comunista.
De 1964 a 1978 fue gobernada por Karol Józef Wojtyła, elegido papa con el nombre de Juan Pablo II. Cracovia es la primera diócesis no italiana que ha tenido su papa electo ordinario después de 456 años, siendo la última Tortosa cuyo arzobispo fue elegido papa con el nombre de Adriano VI en 1522.
El 8 de diciembre de 1981, Juan Pablo II, con el motu proprio Beata Hedvigis, instituyó la Academia Teológica Pontificia en Cracovia, hoy Pontificia Universidad Juan Pablo II, que tiene su origen en la facultad de teología de la Universidad Jagellónica fundada en 1397 por el papa Bonifacio IX.
El 25 de marzo de 1992, la diócesis cedió partes de su territorio para la erección, mediante la bula Totus tuus Poloniae populus del papa Juan Pablo II, de las nuevas diócesis de Bielsko-Żywiec y Sosnowiec.

## Estadísticas
Según el Anuario Pontificio 2024 la arquidiócesis tenía a fines de 2023 un total de 1 539 957 fieles bautizados.
| Año                                                                             | Población            | Población | Población      | Sacerdotes | Sacerdotes    | Sacerdotes    | Bautizados por sacerdote | Diáconos permanentes | Religiosos | Religiosos | Parroquias |
| Año                                                                             | Bautizados católicos | Total     | % de católicos | Total      | Clero secular | Clero regular | Bautizados por sacerdote | Diáconos permanentes | Varones    | Mujeres    | Parroquias |
| ------------------------------------------------------------------------------- | -------------------- | --------- | -------------- | ---------- | ------------- | ------------- | ------------------------ | -------------------- | ---------- | ---------- | ---------- |
| 1950                                                                            | 1 200 000            | 1 208 000 | 99.3           | 1080       | 560           | 520           | 1111                     |                      | 1207       | 2300       | 320        |
| 1969                                                                            | 1 738 946            | 1 779 427 | 97.7           | 1593       | 894           | 699           | 1091                     |                      | 1373       | 3043       | 322        |
| 1980                                                                            | 2 125 000            | 2 332 500 | 91.1           | 1634       | 985           | 649           | 1300                     |                      | 1479       | 2954       | 331        |
| 1990                                                                            | 2 200 150            | 2 246 900 | 97.9           | 1970       | 1185          | 785           | 1116                     |                      | 2195       | 2994       | 470        |
| 1999                                                                            | 1 616 850            | 1 657 853 | 97.5           | 1888       | 1046          | 842           | 856                      |                      | 1908       | 2738       | 390        |
| 2000                                                                            | 1 615 785            | 1 666 884 | 96.9           | 1941       | 1054          | 887           | 832                      |                      | 1939       | 2758       | 398        |
| 2001                                                                            | 1 607 313            | 1 659 092 | 96.9           | 1971       | 1064          | 907           | 815                      |                      | 1880       | 2689       | 400        |
| 2002                                                                            | 1 572 266            | 1 634 465 | 96.2           | 1967       | 1058          | 909           | 799                      |                      | 1909       | 2989       | 409        |
| 2003                                                                            | 1 562 904            | 1 618 378 | 96.6           | 2002       | 1066          | 936           | 780                      |                      | 1921       | 2869       | 610        |
| 2004                                                                            | 1 566 555            | 1 618 593 | 96.8           | 2026       | 1077          | 949           | 773                      |                      | 1904       | 2937       | 414        |
| 2010                                                                            | 1 556 000            | 1 601 000 | 97.2           | 2089       | 1121          | 968           | 744                      |                      | 1828       | 2673       | 439        |
| 2014                                                                            | 1 551 000            | 1 589 000 | 97.6           | 2127       | 1162          | 965           | 729                      |                      | 1723       | 2660       | 444        |
| 2016                                                                            | 1 563 841            | 1 605 515 | 97.4           | 2147       | 1173          | 974           | 728                      |                      | 1689       | 2441       | 447        |
| 2019                                                                            | 1 567 271            | 1 615 723 | 97.0           | 2114       | 1171          | 943           | 741                      |                      | 1466       | 2388       | 448        |
| 2021                                                                            | 1 575 424            | 1 627 236 | 96.8           | 2080       | 1169          | 911           | 757                      |                      | 1390       | 2316       | 448        |
| 2023                                                                            | 1 539 957            | 1 609 783 | 95.7           | 2017       | 1114          | 903           | 763                      | 1                    | 1393       | 2262       | 448        |
| Fuente: Catholic-Hierarchy, que a su vez toma los datos del Anuario Pontificio. |                      |           |                |            |               |               |                          |                      |            |            |            |

## Episcopologio
- Poppone † (1000-1014?)
- Lamberto I † (1014?-1023/1030?)

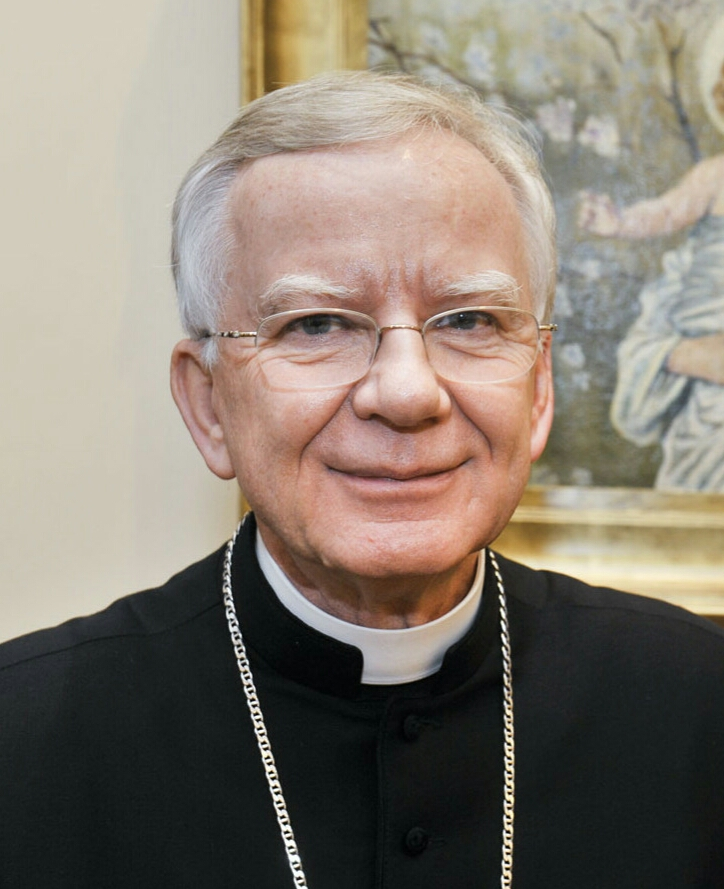
Marek Jędraszewski, arzobispo de Cracovia desde 2016

- Gompo † (1023/1030?-1032 falleció)
- Rachelin † (14 de agosto de 1032-1046 falleció)
- Aron, O.S.B. † (1046-15 de mayo de 1059 falleció)
- Lamberto II Suła † (1061-1071 falleció)
- San Estanislao † (1072-11 de abril de 1079 falleció)
- Lamberto III † (1082 consagrado-25 de noviembre de 1101 falleció)
- Czesław † (1101-circa 1103)
- Baldwin † (1103-7 de septiembre de 1109 falleció)
- Maur † (1110-5 de marzo de 1118 falleció)
- Radostl † (1118-19 de enero de 1142 falleció)
- Robert † (1142-13 de abril de 1143 falleció)
- Mateusz † (circa 1143-18 de octubre de 1165 falleció)
- Gedko † (19 de junio de 1166 consagrado-20 de septiembre de circa 1184 falleció)
- Fulko † (antes de febrero de 1186-11 de septiembre de 1207 falleció)
- Beato Wincenty Kadłubek † (28 de marzo de 1208-1218 renunció)
- Iwo Odrowąż † (28 de septiembre de 1218-21 de julio de 1229 falleció)
- Wisław Zambra † (1231-15 de marzo de 1242 falleció)
- Jan Prandota † (25 de mayo de 1242-20 de septiembre de 1266 falleció)
- Paweł de Przemankowo † (9 de octubre de 1266-29 de noviembre de 1292 falleció)
- Prokop Ruthenus † (circa 1293-1295 falleció)
- Jan Muskata † (circa 1295-7 de febrero de 1320 falleció)
- Nankier Kołda † (1320-1 de octubre de 1326 nombrado obispo de Breslavia)
- Jan Grot † (1 de octubre de 1326-5 de agosto de 1347 falleció)
- Piotr de Falków † (12 de diciembre de 1347-6 de junio de 1348 falleció)
- Bodzenta de Września † (12 de junio de 1348-12 de diciembre de 1366 falleció)
- Florian Mokrski † (16 de agosto de 1367-6 de febrero de 1380 falleció)
- Zawisza Kurozwęcki † (mayo de 1381-12 de enero de 1382 falleció)
- Jan Radlica † (1382-12 de enero de 1392 falleció)
- Maffiolo Lampugnani † (1 de marzo de 1392-17 de abril de 1393  nombrado arzobispo a título personal de Płock)
- Piotr Wysz Radoliński † (19 de diciembre de 1393[nota 6] -9 de agosto de 1412 nombrado obispo de Poznan)
- Wojciech Jastrzębiec † (9 de agosto de 1412-9 de julio de 1423 nombrado arzobispo de Gniezno)
- Zbigniew Oleśnicki † (9 de julio de 1423-1 de marzo de 1455 falleció)
- Tomasz Strzępiński † (25 de septiembre de 1455-22 de septiembre de 1460 falleció)
- Jakub de Sienno † (1 de mayo de 1461-7 de enero de 1462 renunció)[nota 7]
- Jan Gruszczyński † (14 de diciembre de 1463-19 de octubre de 1464 nombrado arzobispo de Gniezno)
- Jan Lutek † (19 de octubre de 1464-24 de mayo de 1471 falleció)
- Jan Rzeszowski † (13 de noviembre de 1471-28 de febrero de 1488 falleció)
- Federico Jagellón † (2 de mayo de 1488-14 de marzo de 1503 falleció)[nota 8]
- Jan Konarski † (21 de julio de 1503-1523 renunció)[nota 9]
- Piotr Tomicki † (9 de diciembre de 1523-29 de octubre de 1535 falleció)
- Jan Latalski † (15 de marzo de 1536-17 de agosto de 1537 nombrado arzobispo de Gniezno)
- Beato Jan Chojeński † (17 de agosto de 1537-11 de marzo de 1538 falleció)
- Piotr Gamrat † (6 de octubre de 1538-28 de enero de 1541 nombrado arzobispo de Gniezno)
  - Piotr Gamrat † (28 de mayo de 1541-27 de agosto de 1545 falleció) (administrador apostólico)
- Samuel Maciejowski † (19 de junio de 1546-26 de octubre de 1550 falleció)
- Andrzej Zebrzydowski † (25 de febrero de 1551-23 de mayo de 1560 falleció)
- Filip Padniewski † (17 de julio de 1560-17 de abril de 1572 falleció)
- Franciszek Krasiński † (2 de junio de 1572-16 de marzo de 1577 falleció)
- Piotr Myszkowski † (5 de julio de 1577-5 de abril de 1591 falleció)
- Jerzy Radziwiłł † (9 de agosto de 1591-21 de enero de 1600 falleció)
- Bernard Maciejowski † (23 de mayo de 1600-31 de julio de 1606 nombrado arzobispo de Gniezno)
- Piotr Tylicki † (15 de enero de 1607-13 de julio de 1616 falleció)
- Marcin Szyszkowski † (17 de octubre de 1616-30 de abril de 1630 falleció)
- Andrzej Lipski † (2 de diciembre de 1630-4 de septiembre de 1631 falleció)
- Jan Olbracht Waza, S.I. † (20 de noviembre de 1632-29 de diciembre de 1634 falleció)
- Jakub Zadzik † (17 de septiembre de 1635-17 de marzo de 1642 falleció)
- Piotr Gembicki † (10 de noviembre de 1642-14 de julio de 1657 falleció)
- Andrzej Trzebicki † (25 de febrero de 1658-28 de diciembre de 1679 falleció)
- Jan Małachowski † (12 de mayo de 1681-20 de agosto de 1699 falleció)
  - Kazimierz Małachowski † (1699-1699) (obispo electo)
- Stanisław Dąbski † (30 de marzo de 1700-15 de diciembre de 1700 falleció)
- Jerzy Albrecht Denhoff † (9 de mayo de 1701-1702 falleció)
  - Sede vacante (1702-1710)
- Kazimierz Łubieński † (7 de mayo de 1710-11 de mayo de 1719 falleció)
- Felicjan Konstanty Szaniawski † (3 de julio de 1720-2 de julio de 1732 falleció)
- Jan Aleksander Lipski † (19 de diciembre de 1732-20 de febrero de 1746 falleció)
- Andrzej Stanisław Kostka Załuski † (2 de mayo de 1746-16 de diciembre de 1758 falleció)
- Kajetan Sołtyk † (12 de febrero de 1759-30 de julio de 1788 falleció)
- Feliks Paweł Turski † (29 de noviembre de 1790-31 de marzo de 1800 falleció)
  - Sede vacante (1800-1804)
- Andrzej Antoni Ignacy Gawroński † (24 de septiembre de 1804-7 de abril de 1813 falleció)
- Jan Paweł Woronicz † (18 de diciembre de 1815-28 de enero de 1828 nombrado arzobispo de Varsovia)
- Karol Skórkowski † (27 de julio de 1829-25 de enero de 1851 falleció)
  - Sede vacante (1851-1879)
- Albin Dunajewski † (15 de mayo de 1879-18 de junio de 1894 falleció)
- Jan Maurycy Paweł Puzyna de Kosielsko † (22 de enero de 1895-8 de septiembre de 1911 falleció)
- Adam Stefan Sapieha † (27 de noviembre de 1911-23 de julio de 1951 falleció) 
  - Sede vacante (1951-1964)[nota 10]
- San Karol Józef Wojtyła † (13 de enero de 1964[nota 11]-16 de octubre de 1978 electo papa con el nombre de Juan Pablo II)
- Franciszek Macharski † (29 de diciembre de 1978-3 de junio de 2005 retirado)
- Stanisław Dziwisz (3 de junio de 2005-8 de diciembre de 2016 retirado)
- Marek Jędraszewski, desde el 8 de diciembre de 2016